# Цветков, Василий Фёдорович
Василий Фёдорович Цветков (1909—1981) — участник Великой Отечественной войны, командир отделения 69-го отдельного инженерного батальона 37-й армии Степного фронта, старший сержант. Герой Советского Союза.

## Биография
Родился 23 августа 1909 года в деревне Куры Ржевского уезда, в крестьянской семье. Русский. Отец его умер в 1919 году, а мать — годом позже. Трое детей Цветковых, младшему из которых — Василию — было одиннадцать лет, остались сиротами.
Окончил 4 класса, батрачил. В 1930—1931 годах служил в РККА. После службы работал в городе Красный Луч на шахте. В 1934—1958 годах жил в Майкопе. С 1934 года работал лесорубом на Даховском участке Майкопского леспромхоза Азово-Черноморского, затем Краснодарского края, и на сплаве леса в верховьях реки Белой в районе Гузерипля (ныне Адыгея).
В Красной Армии с августа 1941 года. Место призыва: Тульский РВК, Адыгейская АО, Краснодарский край, Тульский район. В действующей армии с ноября 1941 года. Член ВКП(б)/КПСС с 1944 года.

## Подвиг
Командир отделения 69-го отдельного инженерного батальона старший сержант Василий Цветков при форсировании реки Днепр в районе населённого пункта Солошино (Кобелякский район Полтавской области) 28—29 сентября 1943 года с расчётом парома переправил через реку свыше восьмисот бойцов и значительное количество боеприпасов, что обеспечило захват, удержание и расширение плацдарма. Будучи ранен, Цветков продолжал руководить переправой.
Участник освобождения Румынии, Болгарии, Югославии. День Победы он встретил в Австрии.
После войны старшина В. Ф. Цветков был демобилизован. Вернулся в Майкоп и работал в Майкопском леспромхозе. С 1958 года жил и работал в городе Донецк Ростовской области — проходчиком на шахте «Изваринская».
Умер 13 ноября 1981 года, похоронен в Донецке на городском кладбище.

## Награды
- Указом Президиума Верховного Совета СССР от 20 декабря 1943 года за образцовое выполнение боевых заданий командования на фронте борьбы с немецко-фашистским захватчиками и проявленные при этом мужество и героизм старшему сержанту Цветкову Василию Фёдоровичу присвоено звание Героя Советского Союза с вручением ордена Ленина и медали «Золотая Звезда» (№ 2590);
- орден Красной Звезды[2];
- медаль «В ознаменование 100-летия со дня рождения Владимира Ильича Ленина»;
- медаль «За победу над Германией в Великой Отечественной войне 1941—1945 гг.» (9 мая 1945[3]);
- юбилейная медаль «Двадцать лет Победы в Великой Отечественной войне 1941—1945 гг.» (7 мая 1965[4]).

## Память
- Имя Героя высечено золотыми буквами в зале Славы Центрального музея Великой Отечественной войны в Парке Победы города Москва.
- На могиле установлен надгробный памятник.
- В 1981 году одной из улиц города Донецк было присвоено имя Героя[5].
- На доме, где жил Цветков, установлена мемориальная доска.